# Ceropegia foliosa
Ceropegia foliosa är en oleanderväxtart som beskrevs av P.V. Bruyns. Ceropegia foliosa ingår i släktet Ceropegia och familjen oleanderväxter. Inga underarter finns listade i Catalogue of Life.